# 北市区
北市区（ほくし-く）は中華人民共和国河北省保定市に位置していた市轄区。2015年に南市区と合併して蓮池区になった。

## 行政区画
- 街道:和平里街道、五四路街道、中華路街道、西関街道、東関街道
- 郷:韓庄郷、東金庄郷、百楼郷